# Finlaysonia lanuginosa
Finlaysonia lanuginosa là một loài thực vật có hoa trong họ La bố ma. Loài này được (Ridl.) Venter mô tả khoa học đầu tiên năm 2001.